# Vang Vej (költő)
Vang Vej (pinjin: Wang Wei), 王維 (699–759), a Tang-kori Kína egyik leghíresebb költője és festője. A költészet, a zene és a festészet ismeretéből álló humanista műveltségeszmény egyik megtestesítőjének szokták tartani. A hagyomány azt tartja róla: „Versei festmények, festményei pedig versek.”

## Élete
Vang Vej (Wang Wei) a Tang-dinasztia (618–907) alatt élt, amelynek fővárosa, Csang'an (Chang'an) az akkori világ legnagyobb és leggazdagabb városa volt. Vang (Wang) 21 évesen megszerezte a nagy megbecsüléssel járó csin-si (jinshi) („bejutott tudós”) hivatalnoki vizsgafokozatot, aminek oka valószínűleg zenei tehetsége volt – bár állítólag irodalmi képességei is már kilencéves korában megmutatkoztak. Magas hivatalt kapott, de hamarosan lefokozták és egy jelentéktelen tisztséget bíztak rá Santung (Shandong) tartományban. 734-ben visszahívták a fővárosba, ahol a cenzori hivatalban kapott hivatalt. 756-ban, amikor An Lushan (An Lushan), a lázadó tábornok csapatai elfoglalták a Csang'an (Chang'an)t, Vang (Wang)ot foglyul ejtették és a lázadók fővárosába, Lojang (Luoyang)ba vitték, ahol kénytelen volt kormányzati szerepet vállalni. Amikor 758-ban Csang'an (Chang'an)t és Lojang (Luoyang)ot visszavették a császári seregek, Vang (Wang) nem vált kegyvesztetté magas hivatalt viselő fivére közbenjárása, illetve egy, még a lázadók fogságában írt, a császár iránti hűségét kifejező verse miatt. Élete vége felé elfordult a világi élettől. Visszavonult vidéki villájába a Vang (Wang)-folyóhoz, s itt a buddhizmust tanulmányozta, amely iránt már korábban is érdeklődött. Vang (Wang) legjobb verseinek jelentős részét az itteni táj ihlette.

## Munkássága

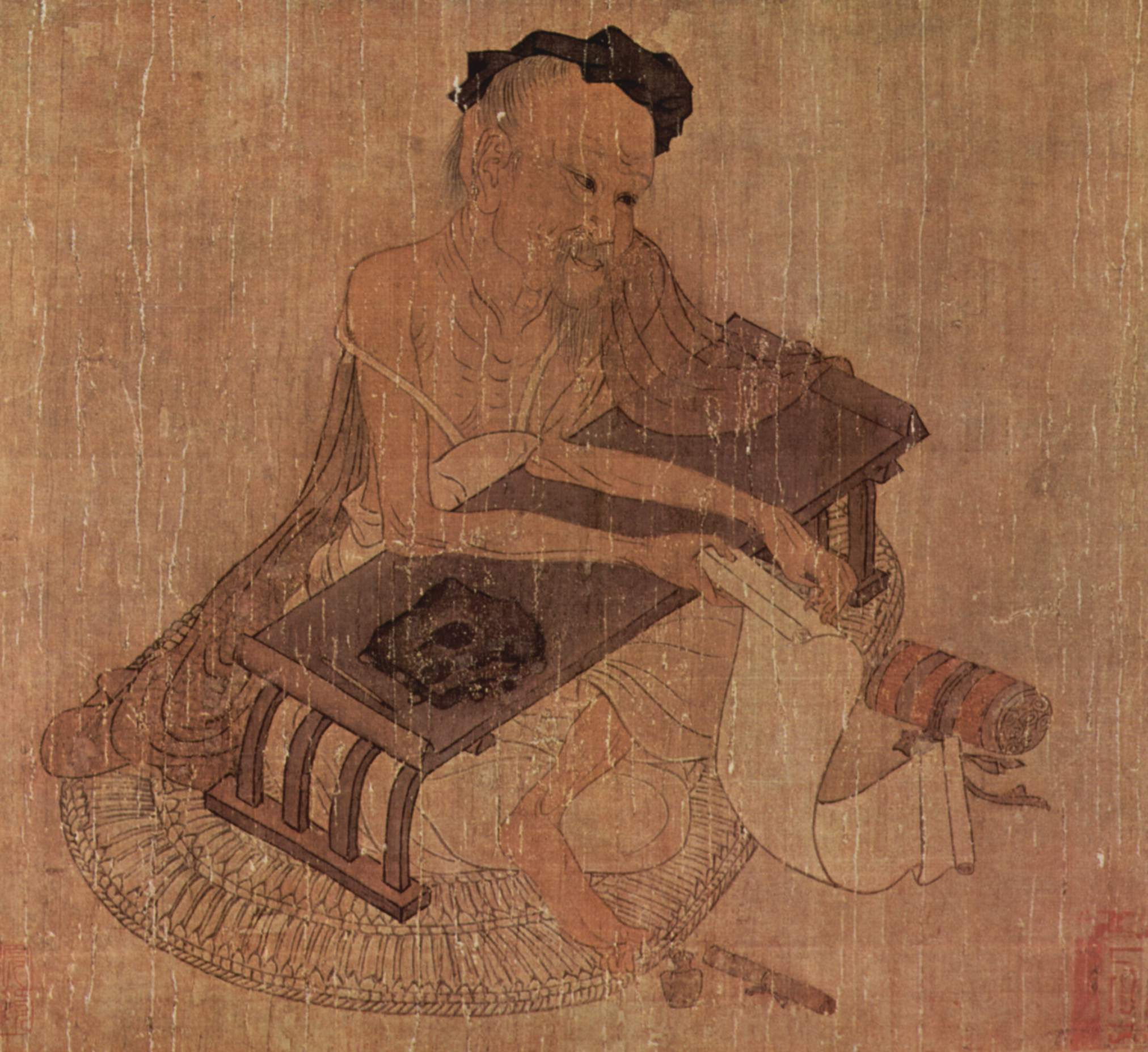
Vang Vej (Wang Wei) másolatban fennmaradt műve: Fu Seng (Fu Sheng) portréja

A költészet mellett Vang (Wang) a festészetnek is kiemelkedő egyénisége volt, noha egyetlen eredeti festménye sem maradt fenn, csupán néhány, állítólag az ő képeiről készült másolat ismert. A leginkább arról híres, hogy az elsők között festett kifinomult tájképeket. Tájat ábrázoló egyszínű tusfestményei tették ismertté, a leírások szerint különösen a behavazott vidéket festette meg remekül.

Csaknem szentként való tisztelete főleg annak köszönhető, hogy ő testesítette meg a nagy festőt, aki egyben nagy költő is. Gyakorlatilag minden kínai antológiában megtalálhatók a versei, s a festészettörténeti kézikönyvek is gyakran hivatkoznak rá.

### Leghíresebb verse
Bambuszok között
Fekszem, köröttem bambuszok.
A lantomon lágy dal buzog.
Oly szép, ne hallja fül soha,
csupán te Hold, vén cimbora.
(Kosztolányi Dezső fordítása)